# الأبرياء (فلم 1921)
الأبرياء (بالإنجليزية: Innocent) فيلم دراما بريطاني صامت، تم انتاجه عام 1921 من إخراج موريس إلفي وبطولة باسل راثبون، ادوارد اونيل ومادج ستيوارت.

## روابط خارجية
- مقالات تستعمل روابط فنية بلا صلة مع ويكي بيانات